# Colombiaans voetbalelftal in 2007
Het Colombiaans voetbalelftal speelde in totaal zeventien officiële interlands in het jaar 2007, waaronder drie duels bij de strijd om de Copa América in Venezuela. De ploeg stond onder leiding van Jorge Luis Pinto. Op de in 1993 geïntroduceerde FIFA-wereldranglijst steeg Colombia in 2007 van de 34ste (januari 2007) naar de 17de plaats (december 2007).

## Balans
| Wedstrijden | Wedstrijden | Wedstrijden | Wedstrijden | Doelpunten | Doelpunten | Doelpunten | Punten |
| Gespeeld    | Winst       | Gelijk      | Verlies     | Voor       | Tegen      | Saldo      | Punten |
| ----------- | ----------- | ----------- | ----------- | ---------- | ---------- | ---------- | ------ |
| 17          | 10          | 4           | 3           | 25         | 17         | +8         | 1.411  |

## Interlands
|                                                       |                    |       |                                                                          |                                                                                          |
| 7 februari Vriendschappelijk № 421 «onderlinge duels» | Colombia           | 1 – 3 | Uruguay                                                                  | Estadio General Santander, Cúcuta Toeschouwers: 22.105 Scheidsrechter: Jorge Hoyos (COL) |
| 7 februari Vriendschappelijk № 421 «onderlinge duels» | Hugo Rodallega 81' |       | 17' (pen.) Sebastián Abreu 61' (pen.) Sebastián Abreu 74' Gonzalo Vargas | Estadio General Santander, Cúcuta Toeschouwers: 22.105 Scheidsrechter: Jorge Hoyos (COL) |

|                                                     |                                                     |       |                           |                                                                            |
| 25 maart Vriendschappelijk № 422 «onderlinge duels» | Colombia                                            | 3 – 1 | Zwitserland               | Orange Bowl, Miami Toeschouwers: 16.000 Scheidsrechter: Terry Vaughn (USA) |
| 25 maart Vriendschappelijk № 422 «onderlinge duels» | Edixon Perea 5' Jhon Viáfara 57' Andrés Chitiva 85' |       | 39' (pen.) Alexander Frei | Orange Bowl, Miami Toeschouwers: 16.000 Scheidsrechter: Terry Vaughn (USA) |

|                                                     |                                             |       |          |                                                                                       |
| 28 maart Vriendschappelijk № 423 «onderlinge duels» | Colombia                                    | 2 – 0 | Paraguay | Estadio El Campín, Bogotá Toeschouwers: 32.000 Scheidsrechter: Mauricio Reinoso (ECU) |
| 28 maart Vriendschappelijk № 423 «onderlinge duels» | Aquivaldo Mosquera 32' Álvaro Domínguez 86' |       |          | Estadio El Campín, Bogotá Toeschouwers: 32.000 Scheidsrechter: Mauricio Reinoso (ECU) |

|                                                  |        |                                                                              |          |                                                                                                  |
| 9 mei Vriendschappelijk № 424 «onderlinge duels» | Panama | 0 – 4                                                                        | Colombia | Estadio Rommel Fernández, Panama-Stad Toeschouwers: 4.000 Scheidsrechter: Benito Archundia (MEX) |
| 9 mei Vriendschappelijk № 424 «onderlinge duels» |        | 20' Humberto Mendoza 58' César Valoyes 63' Hugo Rodallega 67' Yulian Anchico |          | Estadio Rommel Fernández, Panama-Stad Toeschouwers: 4.000 Scheidsrechter: Benito Archundia (MEX) |

|                                           |            |                    |          |                                                                                  |
| 3 juni Kirin Cup № 425 «onderlinge duels» | Montenegro | 0 – 1              | Colombia | Matsumoto Stadion, Nagano Toeschouwers: 10.070 Scheidsrechter: Kenji Ogiya (JPN) |
| 3 juni Kirin Cup № 425 «onderlinge duels» |            | 33' Radamel Falcao |          | Matsumoto Stadion, Nagano Toeschouwers: 10.070 Scheidsrechter: Kenji Ogiya (JPN) |

|                                           |       |       |          |                                                                                       |
| 5 juni Kirin Cup № 426 «onderlinge duels» | Japan | 0 – 0 | Colombia | Saitama Stadion, Saitama Toeschouwers: 45.091 Scheidsrechter: Nicolai Volquartz (DEN) |
| 5 juni Kirin Cup № 426 «onderlinge duels» |       |       |          | Saitama Stadion, Saitama Toeschouwers: 45.091 Scheidsrechter: Nicolai Volquartz (DEN) |

|                                                    |                                                     |       |                  |                                                                                             |
| 23 juni Vriendschappelijk № 427 «onderlinge duels» | Colombia                                            | 3 – 1 | Ecuador          | Estadio Metropolitano, Barranquilla Toeschouwers: 45.000 Scheidsrechter: Mayker Gómez (VEN) |
| 23 juni Vriendschappelijk № 427 «onderlinge duels» | Hugo Rodallega 16' Mario Yepes 30' Edixon Perea 79' |       | 10' Walter Ayoví | Estadio Metropolitano, Barranquilla Toeschouwers: 45.000 Scheidsrechter: Mayker Gómez (VEN) |

| Copa América |
| ------------ |

|                                                                 | |       |          | |
| 28 juni Copa América Groep C № 428 «onderlinge duels» 18:35 uur | Paraguay                                                                                                 | 5 – 0 | Colombia | Estadio José Pachencho Romero, Maracaibo Toeschouwers: 34.500 Scheidsrechter: Jorge Larrionda (URU) |
| 28 juni Copa América Groep C № 428 «onderlinge duels» 18:35 uur | Roque Santa Cruz 30' Roque Santa Cruz 46' Roque Santa Cruz 80' Salvador Cabañas 84' Salvador Cabañas 88' |       |          | Estadio José Pachencho Romero, Maracaibo Toeschouwers: 34.500 Scheidsrechter: Jorge Larrionda (URU) |

|                                                                |                                                                                             |       |                                       |                                                                                                  |
| 2 juli Copa América Groep C № 429 «onderlinge duels» 20:50 uur | Argentinië                                                                                  | 4 – 2 | Colombia                              | Estadio José Pachencho Romero, Maracaibo Toeschouwers: 40.000 Scheidsrechter: Carlos Simon (BRA) |
| 2 juli Copa América Groep C № 429 «onderlinge duels» 20:50 uur | Hernán Crespo 20' (pen.) Juan Román Riquelme 34' Juan Román Riquelme 45' Diego Milito 90+1' |       | 10' Edixon Perea 76' Jaime Castrillón | Estadio José Pachencho Romero, Maracaibo Toeschouwers: 40.000 Scheidsrechter: Carlos Simon (BRA) |

|                                                                |                  |                      |          |                                                                                                |
| 5 juli Copa América Groep C № 430 «onderlinge duels» 18:35 uur | Verenigde Staten | 0 – 1                | Colombia | Estadio Metropolitano, Barquisimeto Toeschouwers: 37.500 Scheidsrechter: Manuel Andarcia (VEN) |
| 5 juli Copa América Groep C № 430 «onderlinge duels» 18:35 uur |                  | 15' Jaime Castrillón |          | Estadio Metropolitano, Barquisimeto Toeschouwers: 37.500 Scheidsrechter: Manuel Andarcia (VEN) |

|  |  |  |  |  |  |  |  |  |

|                                                        |        |                      |          |                                                                                                  |
| 22 augustus Vriendschappelijk № 431 «onderlinge duels» | Mexico | 0 – 1                | Colombia | Dick's Sporting Goods Park, Commerce City Toeschouwers: 17.000 Scheidsrechter: Kevin Stott (USA) |
| 22 augustus Vriendschappelijk № 431 «onderlinge duels» |        | 52' Jaime Castrillón |          | Dick's Sporting Goods Park, Commerce City Toeschouwers: 17.000 Scheidsrechter: Kevin Stott (USA) |

|                                                        |                                       |       |                                       |                                                                               |
| 8 september Vriendschappelijk № 432 «onderlinge duels» | Peru                                  | 2 – 2 | Colombia                              | Estadio Nacional, Lima Toeschouwers: 50.000 Scheidsrechter: José Carpio (ECU) |
| 8 september Vriendschappelijk № 432 «onderlinge duels» | Paolo Guerrero 49' Paolo Guerrero 90' |       | 32' Wason Rentería 74' Radamel Falcao | Estadio Nacional, Lima Toeschouwers: 50.000 Scheidsrechter: José Carpio (ECU) |

|                                                         |                    |       |          |                                                                                     |
| 12 september Vriendschappelijk № 433 «onderlinge duels» | Colombia           | 1 – 0 | Paraguay | Estadio El Campín, Bogotá Toeschouwers: 10.000 Scheidsrechter: Georges Bucley (PER) |
| 12 september Vriendschappelijk № 433 «onderlinge duels» | Wason Rentería 37' |       |          | Estadio El Campín, Bogotá Toeschouwers: 10.000 Scheidsrechter: Georges Bucley (PER) |

|                                                     |          |       |          |                                                                                      |
| 14 oktober WK-kwalificatie № 434 «onderlinge duels» | Colombia | 0 – 0 | Brazilië | Estadio El Campín, Bogotá Toeschouwers: 41.000 Scheidsrechter: Carlos Amarilla (PAR) |
| 14 oktober WK-kwalificatie № 434 «onderlinge duels» |          |       |          | Estadio El Campín, Bogotá Toeschouwers: 41.000 Scheidsrechter: Carlos Amarilla (PAR) |

|                                                     |         |       |          |                                                                                            |
| 17 oktober WK-kwalificatie № 435 «onderlinge duels» | Bolivia | 0 – 0 | Colombia | Estadio Hernando Siles, La Paz Toeschouwers: 19.469 Scheidsrechter: Mauricio Reinoso (ECU) |
| 17 oktober WK-kwalificatie № 435 «onderlinge duels» |         |       |          | Estadio Hernando Siles, La Paz Toeschouwers: 19.469 Scheidsrechter: Mauricio Reinoso (ECU) |

|                                                      |                  |       |           |                                                                                   |
| 17 november WK-kwalificatie № 436 «onderlinge duels» | Colombia         | 1 – 0 | Venezuela | Estadio El Campín, Bogotá Toeschouwers: 28.273 Scheidsrechter: Rubén Selman (CHI) |
| 17 november WK-kwalificatie № 436 «onderlinge duels» | Rubén Bustos 82' |       |           | Estadio El Campín, Bogotá Toeschouwers: 28.273 Scheidsrechter: Rubén Selman (CHI) |

|                                                      |                                   |       |                  |                                                                                      |
| 21 november WK-kwalificatie № 437 «onderlinge duels» | Colombia                          | 2 – 1 | Argentinië       | Estadio El Campín, Bogotá Toeschouwers: 41.700 Scheidsrechter: Jorge Larrionda (URU) |
| 21 november WK-kwalificatie № 437 «onderlinge duels» | Rubén Bustos 62' Dayro Moreno 83' |       | 36' Lionel Messi | Estadio El Campín, Bogotá Toeschouwers: 41.700 Scheidsrechter: Jorge Larrionda (URU) |

## FIFA-wereldranglijst
| JAN | FEB | MAR | APR | MEI | JUN | JUL | AUG | SEP | OKT | NOV | DEC |
| --- | --- | --- | --- | --- | --- | --- | --- | --- | --- | --- | --- |
| 34  | 31  | 31  | 26  | 26  | 31  | 32  | 31  | 24  | 25  | 17  | 17  |

## Statistieken
| Agustín Julio       | 1974-10-25 | Deportes Tolima        | 9  | 0 | 0 | 12 | 0 |
| Miguel Ángel Calero | 1971-04-14 | CF Pachuca             | 6  | 0 | 0 | 50 | 0 |
| Róbinson Zapata     | 1978-09-30 | Cúcuta Deportivo       | 2  | 0 | 0 | 2  | 0 |
| Héctor Landazuri    | 1983-08-20 | Once Caldas            | 0  | 1 | 0 | 1  | 0 |
| David Ospina        | 1988-08-31 | Atlético Nacional      | 0  | 1 | 0 | 1  | 0 |
| Verdediging         |            |                        |    |   |   |    |   |
| Javier Arizala      | 1983-04-21 | Deportes Tolima        | 10 | 2 | 0 | 17 | 0 |
| Aquivaldo Mosquera  | 1981-06-22 | Sevilla FC             | 10 | 0 | 1 | 12 | 1 |
| Gerardo Vallejo     | 1976-12-03 | Deportes Tolima        | 9  | 0 | 0 | 18 | 0 |
| Luis Amaranto Perea | 1979-01-30 | Atlético Madrid        | 7  | 1 | 0 | 34 | 0 |
| Iván Córdoba        | 1976-08-11 | Inter Milaan           | 6  | 0 | 0 | 67 | 5 |
| Estiven Vélez       | 1982-02-09 | Atlético Nacional      | 6  | 0 | 0 | 10 | 0 |
| Mario Yepes         | 1976-01-13 | Paris Saint-Germain    | 5  | 0 | 1 | 56 | 4 |
| Wálter Moreno       | 1978-05-18 | Cúcuta Deportivo       | 5  | 0 | 0 | 5  | 0 |
| Rubén Bustos        | 1981-08-28 | Grêmio                 | 3  | 1 | 2 | 7  | 2 |
| Jair Benítez        | 1979-01-12 | Deportivo Cali         | 1  | 2 | 0 | 7  | 0 |
| Alexis Henriquez    | 1983-01-02 | Once Caldas            | 1  | 1 | 0 | 2  | 0 |
| Humberto Mendoza    | 1984-10-02 | Atlético Nacional      | 1  | 0 | 1 | 10 | 1 |
| Hayder Palacio      | 1979-07-22 | Deportivo Cali         | 1  | 0 | 0 | 14 | 0 |
| Cristián Zapata     | 1986-09-30 | Udinese Calcio         | 0  | 1 | 0 | 1  | 0 |
| Brayner García      | 1986-09-06 | CA Bucaramanga         | 0  | 1 | 0 | 1  | 0 |
| Middenveld          |            |                        |    |   |   |    |   |
| David Ferreira      | 1979-08-09 | Al-Shabab              | 11 | 1 | 0 | 39 | 0 |
| Jaime Castrillón    | 1983-05-05 | Independiente Medellín | 8  | 6 | 3 | 29 | 5 |
| Fabián Vargas       | 1980-04-17 | CA Boca Juniors        | 7  | 0 | 0 | 25 | 0 |
| José Amaya          | 1980-07-16 | Atlético Nacional      | 7  | 0 | 0 | 7  | 0 |
| Carlos Sánchez      | 1986-02-06 | Valenciennes FC        | 6  | 1 | 0 | 7  | 0 |
| Jhon Viáfara        | 1978-10-27 | Southampton            | 6  | 0 | 1 | 32 | 1 |
| Álvaro Domínguez    | 1981-06-10 | FC Sion                | 5  | 0 | 1 | 7  | 1 |
| Yulián Anchico      | 1984-05-28 | Deportes Tolima        | 4  | 3 | 1 | 15 | 1 |
| Macnelly Torres     | 1984-11-01 | Cúcuta Deportivo       | 3  | 8 | 0 | 13 | 0 |
| Jorge Banguero      | 1974-10-04 | América de Cali        | 3  | 5 | 0 | 9  | 0 |
| Vladimir Marín      | 1979-09-26 | Club Libertad          | 2  | 3 | 0 | 6  | 0 |
| Juan Camilo Zúñiga  | 1985-12-14 | Atlético Nacional      | 2  | 1 | 0 | 4  | 0 |
| Aldo Ramírez        | 1981-04-18 | Monarcas Morelia       | 1  | 2 | 0 | 11 | 1 |
| Javier Araújo       | 1984-12-26 | Boyacá Chicó           | 1  | 2 | 0 | 3  | 0 |
| Danilson Córdoba    | 1986-09-06 | Independiente Medellín | 1  | 1 | 0 | 2  | 0 |
| Juan Carlos Escobar | 1982-10-30 | Krylja Sovetov         | 1  | 1 | 0 | 3  | 0 |
| Jonathan Estrada    | 1983-01-27 | Millonarios            | 1  | 0 | 0 | 1  | 0 |
| Rubén Velázquez     | 1975-12-18 | Deportivo Cali         | 1  | 0 | 0 | 13 | 0 |
| Andrés Chitiva      | 1979-08-14 | CF Pachuca             | 0  | 5 | 1 | 6  | 1 |
| Freddy Grisales     | 1975-09-22 | CA Independiente       | 0  | 3 | 0 | 39 | 6 |
| Fredy Guarín        | 1986-06-30 | AS Saint-Étienne       | 0  | 1 | 0 | 6  | 0 |
| Giovanni Hernández  | 1976-06-16 | Colo-Colo              | 0  | 1 | 0 | 30 | 4 |
| Jairo Patiño        | 1978-04-05 | CA Banfield            | 0  | 1 | 0 | 35 | 3 |
| Aanval              |            |                        |    |   |   |    |   |
| Hugo Rodallega      | 1985-07-25 | Necaxa                 | 6  | 5 | 3 | 17 | 4 |
| Edixon Perea        | 1984-04-20 | Girondins Bordeaux     | 6  | 2 | 3 | 21 | 7 |
| Wason Rentería      | 1985-07-04 | RC Strasbourg          | 6  | 0 | 2 | 12 | 2 |
| Radamel Falcao      | 1986-02-10 | CA River Plate         | 4  | 4 | 2 | 8  | 2 |
| Tressor Moreno      | 1979-01-11 | Club San Luis          | 3  | 1 | 0 | 29 | 7 |
| Luis Gabriel Rey    | 1980-02-20 | CF Pachuca             | 2  | 2 | 0 | 16 | 4 |
| César Valoyes       | 1984-01-05 | Independiente Medellín | 2  | 0 | 1 | 4  | 1 |
| Sergio Herrera      | 1981-03-15 | Deportivo Cali         | 2  | 0 | 0 | 10 | 4 |
| Carmelo Valencia    | 1984-07-13 | Atlético Nacional      | 2  | 0 | 0 | 2  | 0 |
| Dayro Moreno        | 1985-09-16 | Once Caldas            | 1  | 2 | 1 | 4  | 1 |
| Elkin Murillo       | 1977-09-20 | Atlético Nacional      | 1  | 0 | 0 | 28 | 1 |
| Fredy Montero       | 1987-07-26 | Deportivo Cali         | 0  | 2 | 0 | 2  | 0 |
| Léider Preciado     | 1977-02-26 | Independiente Santa Fe | 0  | 1 | 0 | 12 | 4 |

Colfútbol · A-internationals · Selecties · Statistieken · Bondscoaches · Colombiaans vrouwenelftal · Olympisch elftal · Colombia U20 · Colombia U17
1938 – 1949 ·
1950 – 1959 ·
1960 – 1969 ·
1970 – 1979 ·
1980 – 1989 ·
1990 – 1999 ·
2000 – 2009 ·
2010 – 2019 ·
2020 – 2029
WK 1962 · 
WK 1990 · 
WK 1994 · 
WK 1998 · 
WK 2014 · 
WK 2018
OS 1968 · 
OS 1972 · 
OS 1980 · 
OS 1992 · 
OS 2016
1938 · 
1939 · 1940 · 1941 · 1942 · 1943 · 1944 · 
1946 · 
1947 · 
1948 · 
1949 · 
1950 · 1951 · 1952 · 1953 · 1954 · 1955 · 1956 · 
1957 · 
1958 · 1959 · 1960 · 
1961 · 
1962 · 
1963 · 
1964 · 
1965 · 
1966 · 
1967 · 
1968 · 
1969 · 
1970 · 
1971 · 
1972 · 
1973 · 
1974 · 
1975 · 
1976 · 
1977 · 
1978 · 
1979 · 
1980 · 
1981 · 
1982 · 
1983 · 
1984 · 
1985 · 
1986 · 
1987 · 
1988 · 
1989 · 
1990 ·
1991 · 
1992 · 
1993 · 
1994 · 
1995 · 
1996 · 
1997 · 
1998 · 
1999 · 
2000 · 
2001 · 
2002 · 
2003 · 
2004 · 
2005 · 
2006 · 
2007 · 
2008 · 
2009 · 
2010 · 
2011 · 
2012 · 
2013 · 
2014 · 
2015 · 
2016 · 
2017 ·
2018 ·
2019 ·
2020 ·
2021
Algerije ·
Argentinië ·
Australië ·
Bahrein ·
België ·
Bolivia · 
Brazilië ·
Canada ·
Chili ·
China · 
Costa Rica ·
Cuba ·
DDR ·
Duitsland ·
Ecuador ·
Egypte ·
El Salvador ·
Engeland ·
Finland ·
Frankrijk ·
Griekenland ·
Guatemala · 
Haïti ·
Honduras ·
Hongarije ·
Hongkong ·
Ierland ·
Irak ·
Israël ·
Ivoorkust ·
Jamaica ·
Japan ·
Joegoslavië ·
Jordanië ·
Kameroen ·
Koeweit · 
Liberia · 
Marokko ·
Mexico ·
Montenegro ·
Nederland ·
Nederlandse Antillen ·
Nicaragua ·
Nieuw-Zeeland · 
Nigeria ·
Noord-Ierland ·
Noorwegen ·
Panama ·
Paraguay ·
Peru ·
Polen ·
Puerto Rico ·
Qatar ·
Roemenië ·
Saoedi-Arabië ·
Schotland ·
Senegal ·
Servië ·
Slovenië ·
Slowakije ·
Sovjet-Unie ·
Spanje ·
Trinidad en Tobago ·
Tsjecho-Slowakije ·
Tunesië · 
Turkije · 
Uruguay ·
Venezuela ·
Verenigde Arabische Emiraten · 
Verenigde Staten ·
Zuid-Afrika ·
Zuid-Korea ·
Zweden ·
Zwitserland
Brazilië (2014) ·
Engeland (2018) ·
Griekenland (2014) ·
Ivoorkust (2014) ·
Japan (2014) ·
Japan (2018) ·
Polen (2018) ·
Senegal (2018) ·
Uruguay (2014)